# 石崎一夫
石崎 一夫（いしざき かずお、1947年6月2日 - ）は、宮城県出身の元プロ野球選手。ポジションは内野手。

## 来歴・人物
仙台育英学園高等学校では2年生の時、倉橋寛、加藤俊夫のバッテリーを擁し、八番打者、三塁手として1964年夏の甲子園に出場。しかし1回戦で滝川高の芝池博明に完封を喫する。翌1965年夏は東北大会準決勝で磐城高に敗れたが、県予選、東北大会を通じて16打数7安打、4割3分7厘の好打率を記録した。 
1965年のドラフト10位で大洋ホエールズに入団。守備位置は三塁手、外野手。しかし3年間の在籍中一度も一軍公式戦に出場できず、1968年限りで退団した。

## 詳細情報

### 年度別打撃成績
- 一軍公式戦出場無し

### 背番号
- 38 （1966 - 1968年）